# همه‌دگردیسی

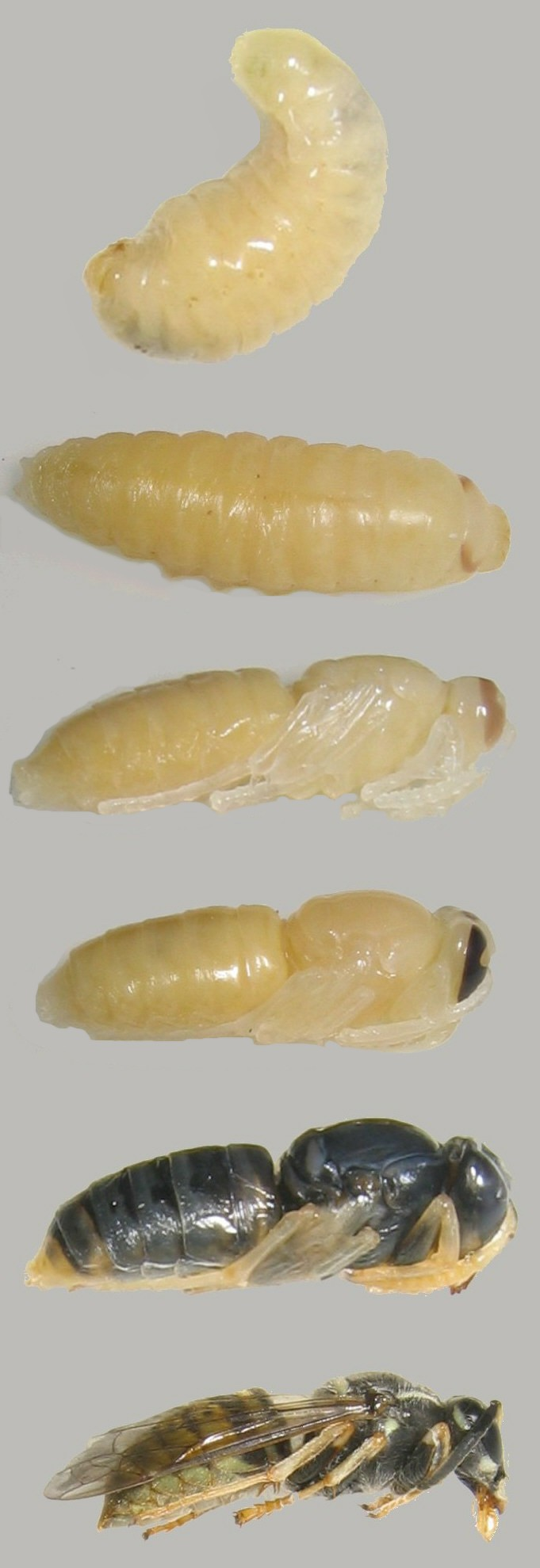
زندگی یک حشره همه‌دگردیس (زنبور). تخم نشان داده نمی‌شود. تصویرهای سوم، چهارم و پنجم سنین مختلف شفیره‌ها را به تصویر می‌کشند.

همه‌دگردیسی (به انگلیسی: Holometabolism)، که به آن دگردیسی کامل نیز می‌گویند، شکلی از رشد حشره است که شامل چهار مرحله زندگی است: تخم، لارو، شفیره، و ایماگو (یا بالغ). همه‌دگردیسی یک ویژگی جداریختی همه حشرات در بالاراسته درون‌بال‌داران است. مراحل نابالغ حشرات همه‌دگردیسی با مرحله بلوغ بسیار متفاوت است. در برخی از گونه‌ها، چرخه زندگی همه‌دگردیسی از رقابت لاروها با بالغان جلوگیری می‌کند، زیرا آنها در کنام‌های بوم‌شناختی متفاوتی زندگی می‌کنند. ریخت‌شناسی و رفتار هر مرحله برای فعالیت‌های مختلف سازگاری داده شده‌است. به عنوان مثال، صفات لارو تغذیه، رشد و نمو را به حداکثر می‌رساند، در حالی که صفات بالغ امکان پراکندگی، جفت‌گیری و تخم‌گذاری را فراهم می‌کند. برخی از گونه‌های حشرات همه‌دگردیسی از فرزندان خود محافظت و آنها را تغذیه می‌کنند. دیگر راهبردهای رشد حشرات شامل بی‌دگردیسی و دگردیسی ناقص است.

## مراحل رشد
چهار مرحله رشد کلی وجود دارد که هر کدام ریخت‌شناسی و کارکرد ویژه خود را دارند.

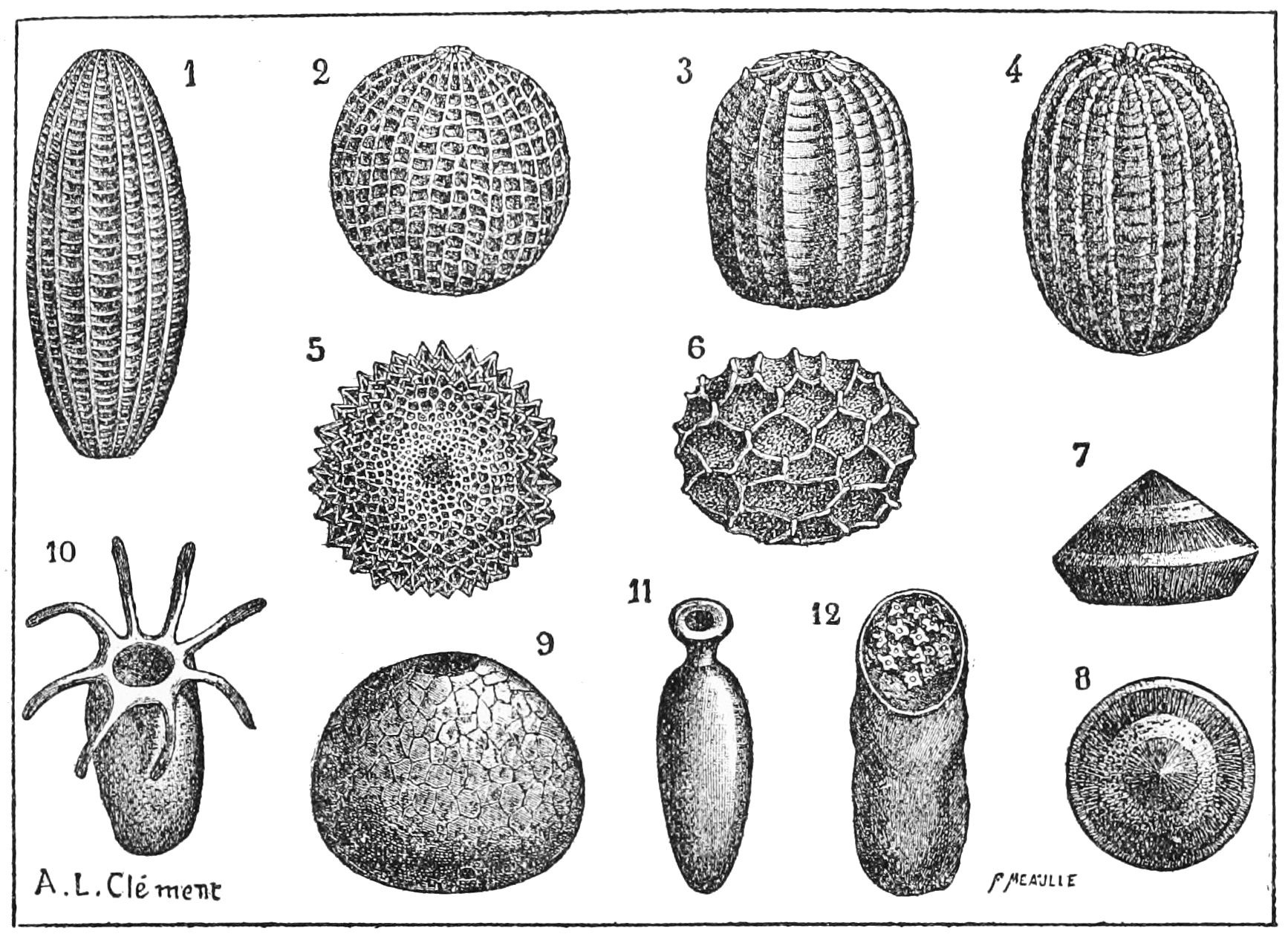
تخم حشرات مختلف

### تخم

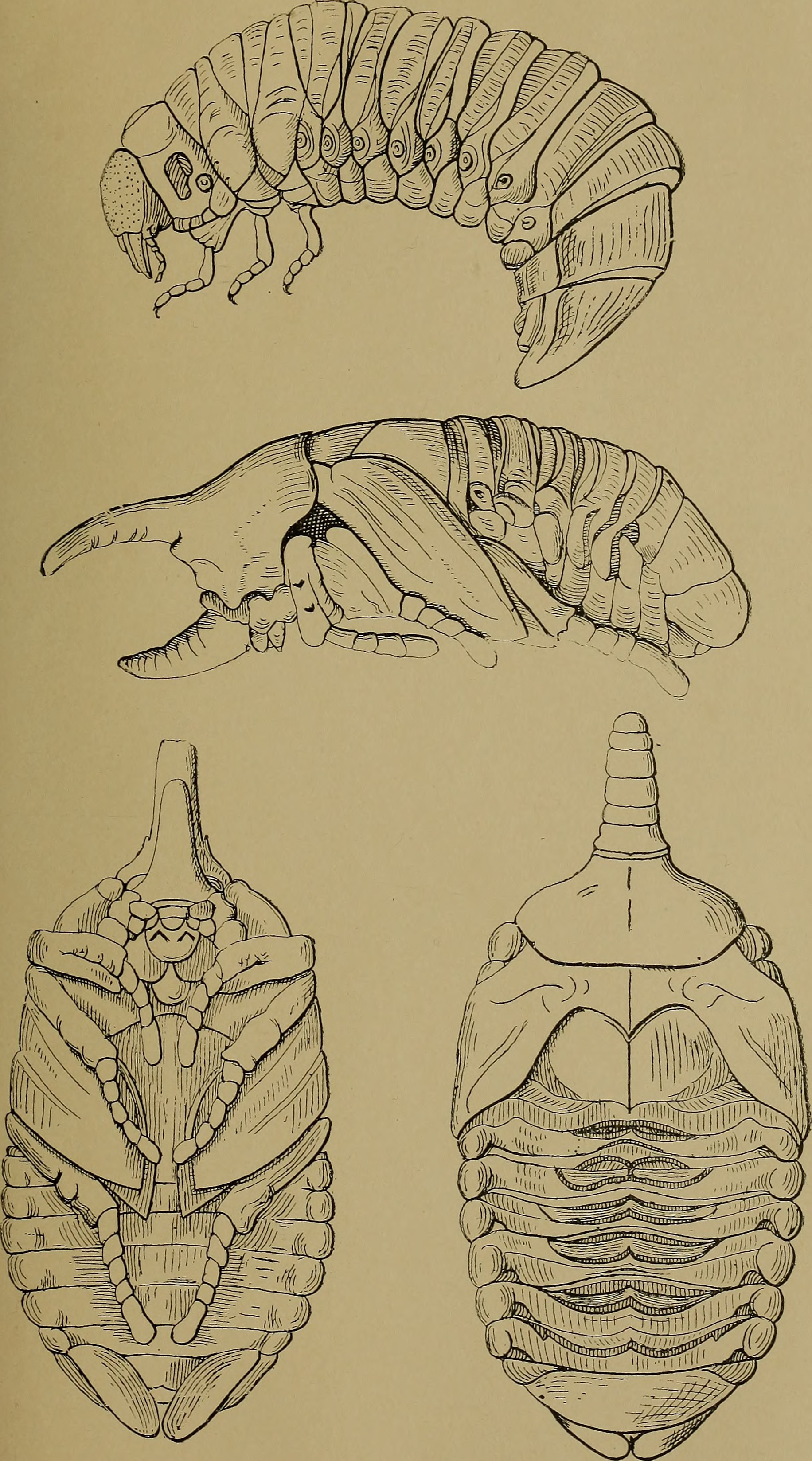
لارو اسکرابیده شکل و شفیره خارج‌شده از سوسک کرگدنی

### لارو
- Elateriform: کرم مفتولی مانند، خانواده سوسک سوسک بهار.
- Eruciform: کرم پیله‌ساز مانند، پروانه‌سانان و اره‌مگس. برخی که بدون پا هستند، مانند لارو مگس‌های نخ‌شاخکان مانند پشه‌ها، به نام اپودوس اروسیفرم نامیده می‌شوند.
- قاب‌بالان: گره مانند، با کپسول سر، مانند خانواده سوسک سرگینچرخانان.
- ورمی‌فرم: مانند انگل مانند اکثر گونه‌های مگس کوتاه‌شاخکان.
- Campodeiform: شبیه به اعضای سرده Campodea، کشیده، کم و بیش صاف، صاف و فعال، با پاهای کاربردی.

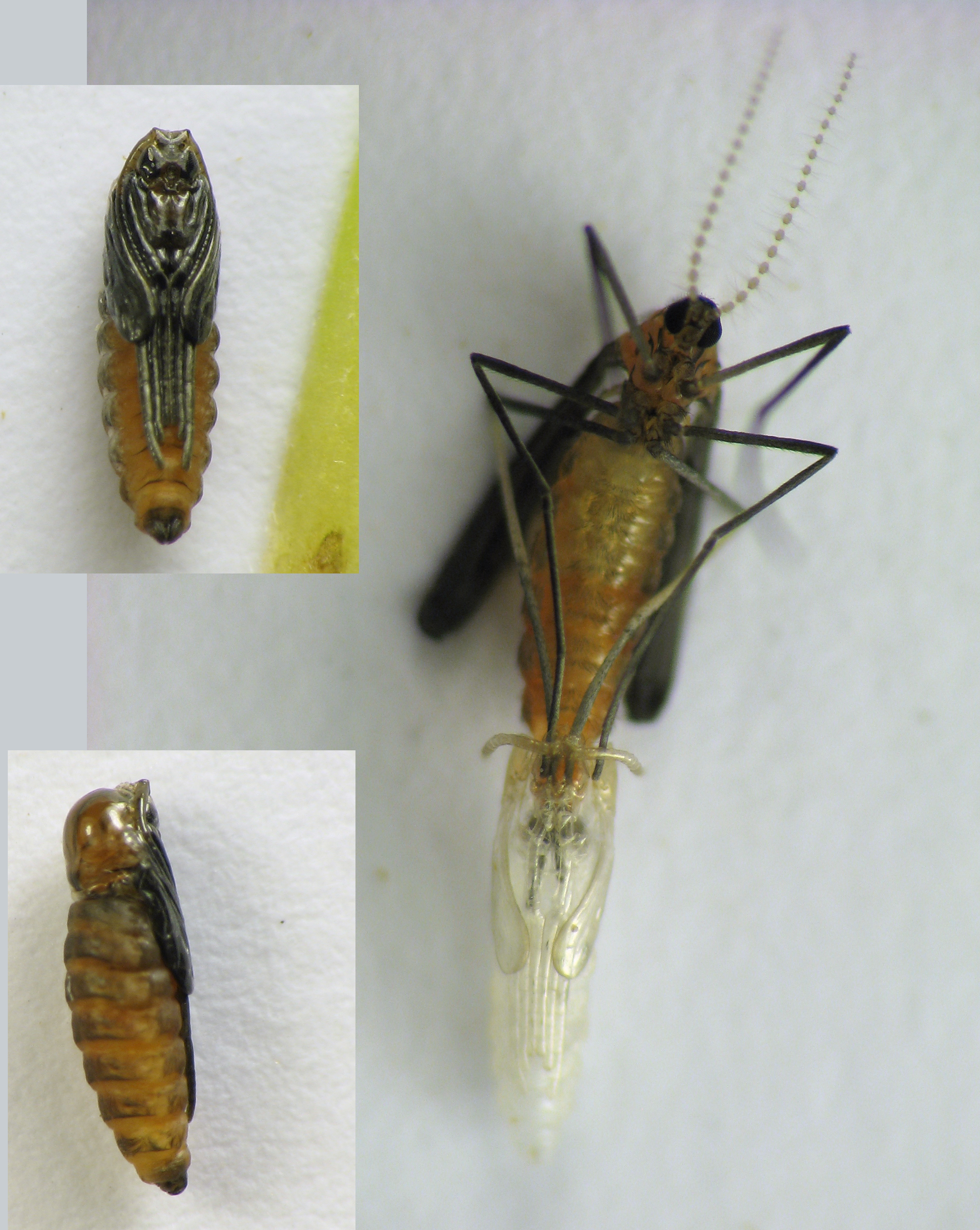
Rhopalomyia solidaginis، شفیره و بالغ در حال ظهور

## راسته‌ها
راسته‌هایی که دارای حشرات همه‌دگردیسی هستند عبارتند از:
- قاب‌بالان - سوسک‌ها
- دوبالان - مگس‌ها
- پرده‌بالان- مورچه‌ها، زنبورها، اره‌مگس و زنبورها
- بال‌پولک‌داران - پروانه‌ها و شاپرک‌ها و شب‌پره‌ها
- منقارسران - عقرب‌ها
- بزرگ‌بالان - مگس توسکا، مگس دابسون و مگس ماهی
- دیرین‌آخوندکان (منقرض‌شده)
- بال‌توری‌سانان - خوش‌خیزک، مورچه و غیره
- Protodiptera (منقرض‌شده)
- مارمگسان - مارمگس‌ها
- کک‌ها
- پیچیده‌بالان - انگل بال‌تابیده
- بال‌موداران - مگس‌ها Caddisflies